# Андон Златарев
Андон Христов Златарев с псевдоними Горов, Иван Тодоров Златерев е български революционер, деец на Вътрешната македоно-одринска революционна организация.

## Биография
Андон Златарев е роден през 1872 година в град Охрид, тогава в Османската империя. Начално образование получава в родния си град и по-късно заминава в Свободна България при брат си Кръстю Златарев, който е офицер от Българската армия. Учи в Американското училище в Самоков. След завършването му работи като телеграфопощенски чиновник в Кюстендил, където се присъединява към ВМОРО. През 1896 година по внушение на Гоце Делчев Златарев като пощенски служител краде 20 000 лева от касата. Парите са предназначени за нуждите на ВМОРО, но впоследствие не са намерени.
В 1899 година е изпратен от Битолския окръжен комитет при Кирил Пърличев във Воден, за да подпомогне развитието на революционното дело във Воденско. Опитва се да организира бомболеярница в Саракиново, но без успех. Става учител в Саракиново със свидетелството на Димитър Христов от Вълкоянево и под неговото име. Работи като учител и организатор на ВМОРО в Саракиново две години. При Солунската афера в началото на 1901 година, за да не бъде арестуван, става нелегален, бяга към Солун и влиза в четата на Иван Савов. Цялата чета е избита в сражение с турски аскер на 26 март 1902 година край винишкото село Гърляни.